# Karol Scheibler II
Karol Wilhelm Scheibler II, także Karol Wilhelm Scheibler junior (ur. 8 marca 1862 w Łodzi, zm. 29 maja 1935 w Lućmierzu) – fabrykant, inwestor, działacz gospodarczy i społeczny, dyrektor naczelny zakładów i prezes zarządu „Towarzystwa Akcyjnego Manufaktur Bawełnianych Karola Scheiblera”, sukcesor Karola Scheiblera. Uhonorowany w marcu 1930 roku przez prezydenta Ignacego Mościckiego Złotym Krzyżem Zasługi – „za zasługi dla rozwoju polskiego przemysłu węglowego oraz dla gospodarczego i kulturalnego rozwoju Zagłębia Dąbrowskiego”.

## Życiorys
Karol Scheibler II był najstarszym synem Karola Scheiblera oraz Anny Scheibler z Wernerów. W 1881 roku ukończył gimnazjum w Toruniu, a następnie politechnikę w Grenschen w 1885 roku z dyplomem inżyniera-mechanika. Praktykę odbywał w fabrykach włókienniczych w Anglii i Belgii.
W 1887 roku ożenił się z Anną Julią Melanią, córką Ludwika Grohmana, z którą miał czterech synów:
- Karola Wilhelma III (1888–1934), dyrektora zakładów scheiblerowskich, fabrykanta, działacza gospodarczego i społecznego[3],
- Jerzego Ludwika (1890–1961), członka zarządu firmy rodzinnej i jej rady nadzorczej,
- Erika Edwarda (1892–1915), porucznika armii niemieckiej, poległego w Rosji,
- Karola Egona (1901–1964), kierownika jednego z oddziałów firmy rodzinnej.

Karola Scheiblera II pochowano na Starym Cmentarzu w Łodzi w Kaplicy Scheiblerów.

### Działalność w Towarzystwie Akcyjnym Manufaktur Bawełnianych Karola Scheiblera
W 1886 roku po powrocie z odbytych praktyk do Łodzi podjął pracę w rodzinnej fabryce założonej przez ojca, tj. w „Towarzystwie Akcyjnym Manufaktur Bawełnianych Karola Scheiblera”. Początkowo pracował jako majster, później obermajster, następnie kierownik wydziału technicznego. Jednocześnie został jednym z akcjonariuszy spółki. Fakt, iż na walnych zgromadzeniach reprezentował zarówno siebie, jak i matkę, do której należał główny pakiet akcji, sprawił, że w 1886 roku miał decydujący wpływ na losy firmy. W 1896 roku został dyrektorem naczelnym do spraw technicznych w firmie, a w 1907 został zarówno dyrektorem naczelnym fabryki oraz prezesem jej zarządu. Scheibler kontynuował politykę swojego ojca w firmie, rozbudowując stare oddziały, budując nowe, instalował także nowe maszyny oraz modernizował stare. W latach 1908–1910 podjął się zmiany sposobu zasilania zakładów, budując dla nich elektrownię scheiblerowską. Inwestycje do tego, że kapitał trwały firmy wzrósł w latach 1885–1913 blisko trzykrotnie, do sumy 21,7 miliona rubli. Po 1892 roku Scheibler ustanowił pierwsze na ziemiach polskich stanowisko dyrektora do spraw robotniczych, które zajmowali wyłącznie Polacy. Stanowisko to służyło nadzorowi nad majstrami. W jego gestii przypuszczalnie pozostawały także sprawy budownictwa socjalnego.
Po wybuchu I wojny światowej Scheibler zamieszkał w swoich dobrach Blumenrode (Kwietno koło Środy Śląskiej). Po 1915 roku przyjął obywatelstwo niemieckie. Do roku 1932 utrzymał funkcję prezesa rady nadzorczej rodzinnej spółki. Na tym stanowisku przyczynił się do rozszerzenia w latach I wojny światowej pomocy pieniężno-materialnej dla pracowników zakładów i do realizacji od roku 1919 fuzji zakładów ojca z zakładami Ludwika Grohmana w Łodzi, w efekcie której utworzono, 21 listopada 1921 roku, „Zjednoczone Zakłady Przemysłowe K. Scheiblera i L. Grohmana Sp. Akc.”

### Działalność inwestycyjna i charytatywna
Scheibler prowadził na znaczą skalę również działalność gospodarczą jako inwestor. Od roku 1887 wchodził w skład kierownictwa Gwarectwa Górniczo-Przemysłowego Georga von Kramsty – swojego szwagra, barona górnośląskiego, do 1901 roku zasiadał w zarządzie Towarzystwa Akc. Sosnowieckich Kopalń i Zakładów Hutniczych. W roku 1888 został współzałożycielem, a następnie członkiem zarządu Tow. Akc. Cukrowni „Leśmierz”. W latach 1894–1914 pełnił funkcję wiceprezesa rady Banku Handlowego w Łodzi. W 1897 roku zainicjował powstanie Łódzkiego Konsorcjum Węglowego. W 1899 roku wraz z zaprzyjaźnioną grupą fabrykantów wykupił kopalnię węgla kamiennego „Saturn” w Czeladzi z rąk księcia Hugona zu Hohenlohe-Öhringen. Po utworzeniu w 1900 roku Towarzystwa Akcyjnego Górniczo-Przemysłowego „Saturn” z kapitałem zakładowym 5 milionów rubli został dożywotnim prezesem rady zarządzającej. Pełniąc tę funkcję przyczynił się do powstania kopalni „Jowisz” w Wojkowicach Komornych, oraz rozbudowy kopalni „Mars” w Łagiszy. Ponadto Scheibler posiadał udziały w Tow. Akc. Metalurgicznym w Kramatorsku na Ukrainie (1910–1914), Tow. Akc. Łódzkich Wąskotorowych Elektrycznych Kolei Dojazdowych (1901–1934), Tow. Łódzkich Tramwajów Elektrycznych (1912–1926), Spółce Akc. Wielkich Pieców i Zakładów Ostrowieckich (1918–1930), Tow. Akc. Zakładów Kotlarskich i Mechanicznych „W. Fitzner i K. Gamper” w Sosnowcu (1909–1919) i działał w ich władzach. Scheibler był inicjatorem powstania Łódzkiego Komitetu Giełdowego, któremu przewodniczył do 1914 roku. Był też członkiem honorowym powstałego w 1898 roku Stowarzyszenia Wzajemnej Pomocy Majstrów Przędzalniczych, Tkackich, Wykończalniczych i Farbiarskich Fabryk miasta Łodzi. W 1889 roku był współzałożycielem i prezesem Oddziału Łódzkiego Towarzystwa Opieki nad Zwierzętami. W listopadzie 1906 roku był współorganizatorem Związku Fabrykantów Łódzkich Przemysłu Bawełnianego, a w 1913 roku współtworzył Sekcję Przemysłu Włóknistego Okręgu Łódzkiego w ramach oddziału łódzkiego Tow. Popierania Rosyjskiego Przemysłu i Handlu.
Ponadto Scheibler wspierał budownictwo sakralne w Łodzi, zarówno wyznania katolickiego, ewangelickiego, żydowskiego, jak i prawosławnego. Współfinansował katedrę św. Stanisława Kostki oraz podarował nieruchomość pod obecną Kurię Biskupią w Łodzi. W roku 1907 podarował Warszawskiemu Towarzystwu Naukowemu 10 000 rubli, ponadto subsydiował Teatr Polski oraz prasę polską i niemiecką w Łodzi, w tym „Dziennik Łódzki”.